# Saxifraga spathularis
Saxifraga spathularis là một loài thực vật có hoa trong họ Saxifragaceae. Loài này được Brot. miêu tả khoa học đầu tiên năm 1804.